# Saint-Martin-sur-Écaillon
Saint-Martin-sur-Écaillon is een gemeente in het Franse Noorderdepartement (regio Hauts-de-France) en telt 424 inwoners (1999). De plaats maakt deel uit van het arrondissement Cambrai.

## Geografie
De oppervlakte van Saint-Martin-sur-Écaillon bedraagt 5,3 km², de bevolkingsdichtheid is 80,0 inwoners per km².
De onderstaande kaart toont de ligging van Saint-Martin-sur-Écaillon met de belangrijkste infrastructuur en aangrenzende gemeenten.

## Demografie
Onderstaande figuur toont het verloop van het inwonertal (bron: INSEE-tellingen).